# St. Petri (Düben)

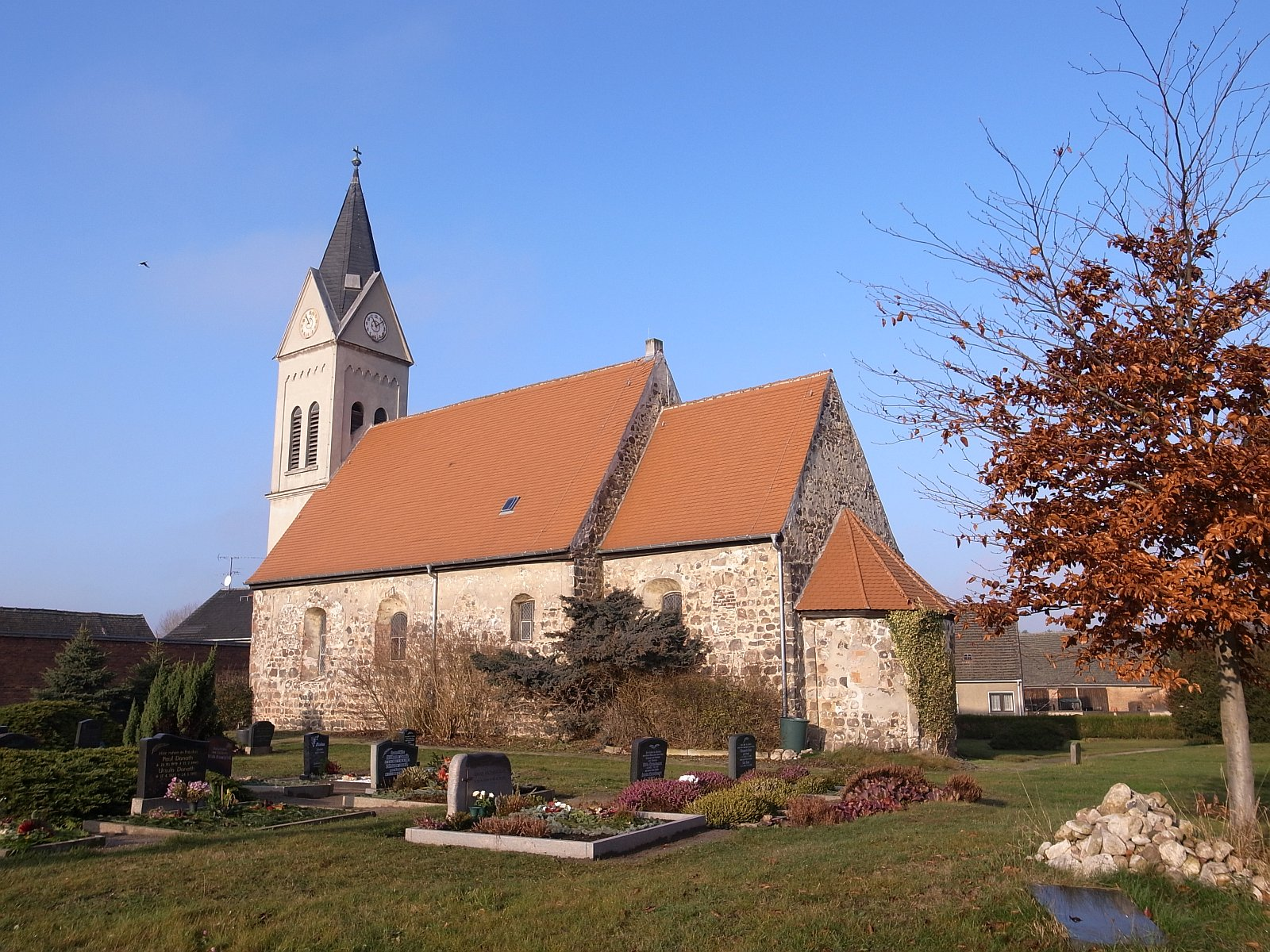
St. Petri (Düben)

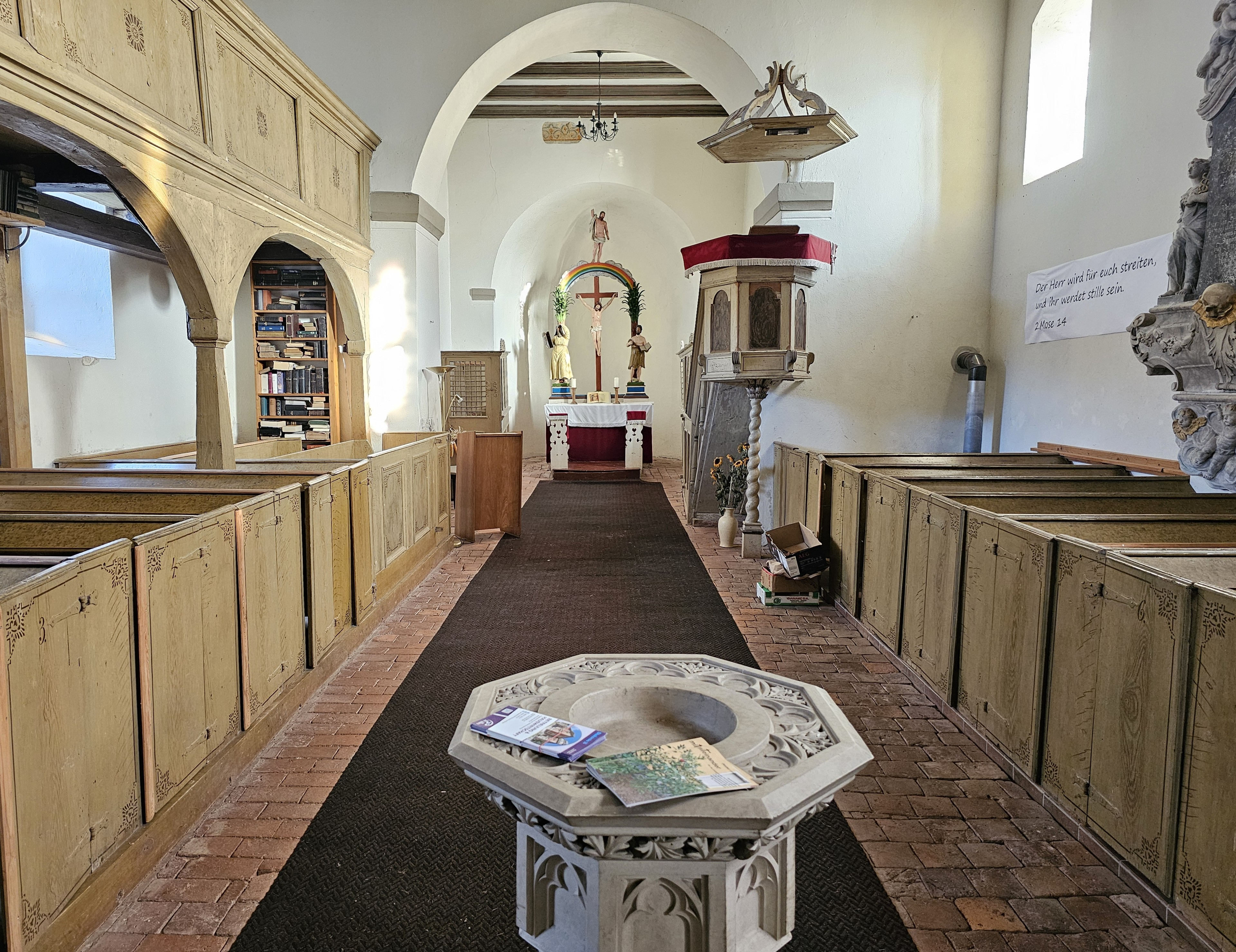
Innenansicht

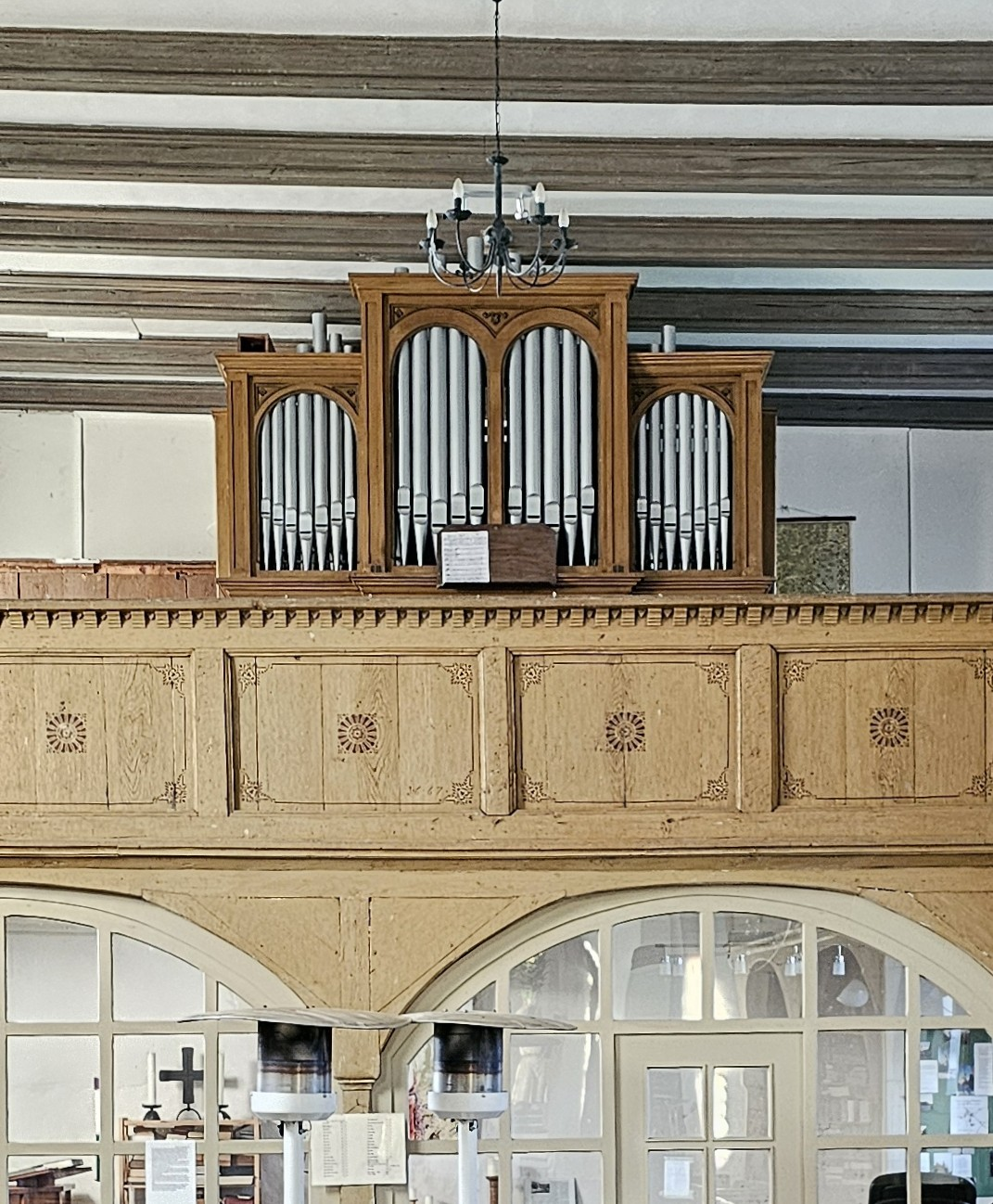
Orgel

Die evangelische Kirche St. Petri ist eine im Kern romanische Feldsteinkirche im Ortsteil Düben von Coswig (Anhalt) im Landkreis Wittenberg in Sachsen-Anhalt. Sie gehört zur Hoffnungsgemeinde Zieko im Kirchenkreis Zerbst der unierten Evangelischen Landeskirche Anhalts und ist eine offene Kirche.

## Geschichte und Architektur
Die Kirche in Düben ist eine barock veränderte, im Kern romanische Feldsteinkirche mit eingezogenem Chor und Apsis, die mit Lisenen gegliedert ist. Die vermauerten romanischen Fenster und die Priesterpforte an der Südseite sind noch sichtbar. Der quadratische verputzte Backsteinturm an der Westseite stammt aus der ersten Hälfte des 19. Jahrhunderts. Vom romanischen Chor sind im flach gedeckten Inneren der Triumph- und der Apsisbogen mit abgeschrägten Kämpfern erhalten.
Die Kirche wurde 1998 im Innern renoviert. In den Jahren 1984 und 2001 wurde das Kirchendach neu gedeckt.

## Ausstattung
Die Ausstattung stammt aus dem Jahr 1667. Dazu gehören die zweiseitige Empore im Westen und Norden über Korbbogenarkaden und die polygonale Kanzel auf einer gedrehten Säule und das Pfarrgestühl. Auf der Mensa des Altars steht der verunstaltete Altaraufsatz, der vermutlich aus Fragmenten des barocken Altars besteht. Ein barocker Kindergrabstein an der Nordseite des Triumphbogens erinnert an Christiana Sophia von Schmiedeberg († 1716), im Schiff steht ein Epitaph für Johann Werner Honig († 1751). Die Bronzeglocke wurde 1903 von den Gebrüdern Ulrich in Laucha gegossen.
Die Orgel ist ein Werk der Firma Rühlmann aus dem Jahr 1885 mit acht Registern auf einem Manual und Pedal.